# 瓦屋站
瓦屋站（Pannenhuis）是布鲁塞尔地铁6号线的车站，位于比利时布鲁塞尔首都大区布鲁塞尔城拉肯片区。该站与布鲁塞尔城市快铁10号线车站图恩和塔克西斯站（2015年12月之前名称亦为“瓦屋站”）相连。

## 名称
该站得名于附近的瓦屋街（Rue du Pannenhuys/Pannenhuisstraat），后者得名于一个名为“瓦屋”（荷蘭語：Pannenhuis）的小酒馆，该酒馆今天为“老瓦屋”（Le Vieux Pannenhuis）餐厅。